# 槌

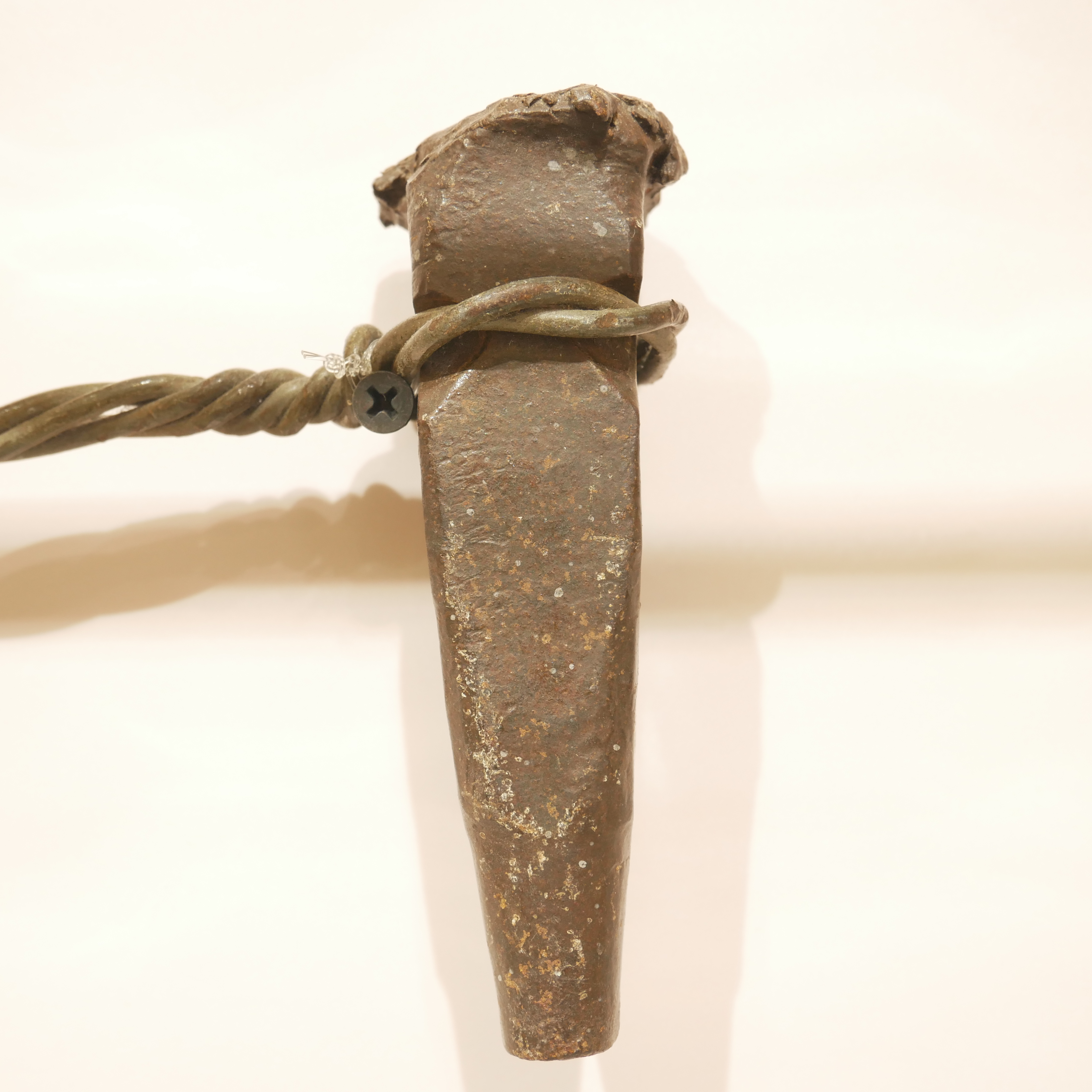
自製工具槌

槌、鎚或榔頭是一種敲打的工具。「槌」主要以木材或非金屬製造，而「鎚」主要以金屬製造，因為製造材料的不同而導致兩者有著不同的實際用途。金屬「鎚」用途較廣，可用於釘釘子、鍛造、敲碎物件、作為攻擊武器。木「槌」多是作為不傷器面的敲擊工具或敲擊樂器，但也有少數木槌有著鐵鎚的一些功用。
“鎚”與“錘”常常通用，自古而來「鎚」也與「錘」同，但現今有人稱在繁體中文地區，“錘”多用於指球狀或放射狀鎚頭的鎚。

## 歷史
鎚的歷史最早可追溯至西元前2,600,000年。

## 設計及用途

### 人力槌
- 金屬鎚的用途可以大致分為製造、修理、家用和戰鬥的用途，因為用途不同還有著不同的外形。一般而言，無論是修理用還是戰鬥用的鎚，基本構造都離不開敲打用的「鎚頭」和握住用的「柄子」（主要是木柄，少數情況下用繩子以緊握）。
  - 製造、修理：最常見的修理用的鎚，鎚頭一端是平面作敲打用，另一端則是羊角形，用作拔釘用途。另外也有用磁石做、或是另一端成半球形的。不同的設計是因應著不同的需求的，例如在製造物件時將材料敲打成理想的形狀、或是修理損壞的物品。
  - 民生：一般家具（傢俱）的損壞就可能要用到鎚來修理；也有用作打扁、打鬆肉類用的鎚。
  - 戰鬥：戰鬥用鎚（錘）的配件多是為了增強本身用途，例如攻擊時造成更大傷害或是攻擊時更加敏捷。一般戰鬥用鎚（錘）的鎚頭有尖狀物（尖釘、錐頭）以增加殺傷力。另外有些戰鬥用鎚以繩子連著一至兩個錘頭，稱為「流星錘」，攻擊時手握繩子一端用力把鎚頭拋向敵人，除增加攻擊距離亦加強用者本身的敏捷度。

- 非金屬槌基本構造和金屬鎚一樣，但槌頭非金屬製。
  - 樂器：擊鼓時用鼓槌，其餘木琴、鐘琴等也需要用槌。
  - 製造或維修：因為敲打的物品可能較為脆弱（如木具、皮具、首飾等），一般金屬鎚可能破壞材料，使其變形、斷裂，木槌、橡膠槌、塑膠槌也可能用作製造或維修有關物品的用途。
  - 法官與拍賣者通常拿木槌當作象徵。

### 機械槌

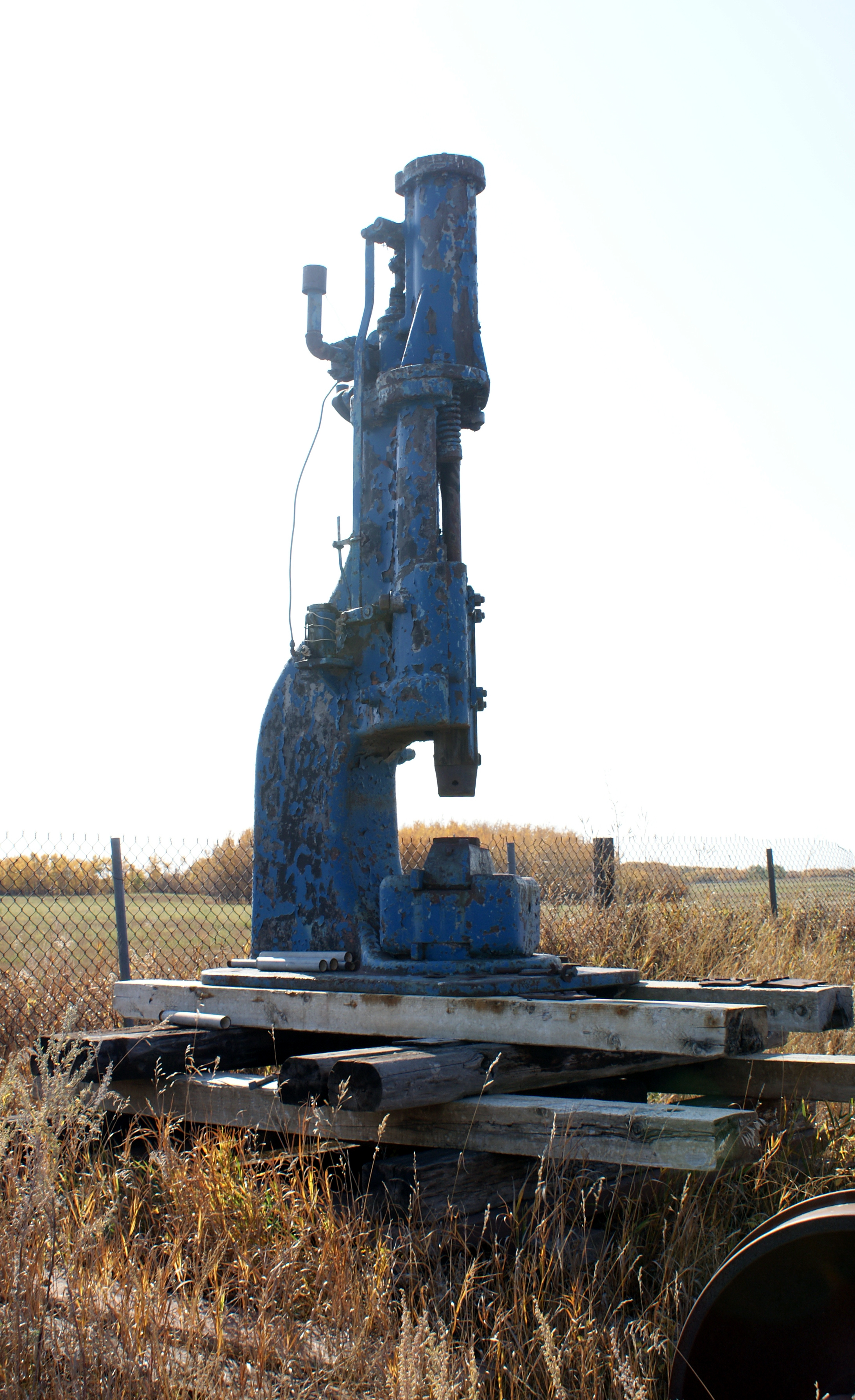
機械鎚。

各種機械槌用於鍛鐵、與鑽頭結合用來鑽地等。

## 文化
- 鎚子是雷神索爾的標誌性武器。

- 二十世紀起，共產主義者將錘子作為工人階級的象徵與鐮刀合用，一些奉行共產主義的政權和政黨都以此為標誌。

錘子與鐮刀